# Austin 60
La 60 è un'autovettura di lusso prodotta dall'Austin dal 1908 al 1910.

## Contesto
La 60 è stata la prima vettura prodotta dall'Austin ad avere un motore a sei cilindri in linea. Questo propulsore derivava da quello installato sull'Austin 40, che era a quattro cilindri in linea. Per ottenere il nuovo motore venne allungato l'albero a gomiti, conservando però il volume dei cilindri del propulsore antenato. La cilindrata ottenuta fu di 8.764 cm³, che è stata la più grande mai realizzata per un motore Austin.
Il modello è stato offerto con un solo tipo di carrozzeria, torpedo quattro posti.  Erano disponibili due versioni che differivano dal passo. Il telaio pesava 1.118 kg.
Nel 1910 la produzione dell'Austin 60 terminò. Il modello fu sostituito da un'altra vettura con motore a sei cilindri in linea, l'Austin 50.